# Lagarde (Moselle)
Lagarde település Franciaországban, Moselle megyében. Lakosainak száma 181 fő (2022. január 1.). Lagarde Emberménil, Remoncourt, Vaucourt, Xousse, Xures, Bourdonnay, Maizières-lès-Vic, Moncourt, Moussey és Ommeray községekkel határos.

## Népesség
A település népességének változása:
| Lakosok száma | 297  | 232  | 229  | 195  | 176  | 186  | 190  | 186  | 185  | 181  |
|               | 1968 | 1982 | 1990 | 2006 | 2013 | 2015 | 2017 | 2019 | 2020 | 2022 |